# Индийский национализм

Флаг Индии часто используется как символ индийского национализма.

Инди́йский национали́зм (хинди भारतीय राष्ट्रवाद, англ. Indian nationalism) развился как концепция во время движения за независимость Индии (1850-е—1940-е), которое вело кампанию за независимость от британского правления. Индийский национализм — это пример территориального национализма, который охватывает всех жителей Индии, несмотря на их этническое, языковое и религиозное происхождение. Он продолжает сильно влиять на политику Индии и отражает оппозицию сектантским течениям индуистского национализма и мусульманского национализма. Индийский национализм часто вбирает в себя осознание индийцами того факта, что до 1947 года Индия представляла собой более широкий Индийский субконтинент и имела влияние на часть Азии, известную как Большая Индия.

## Национальное самосознание в Индии

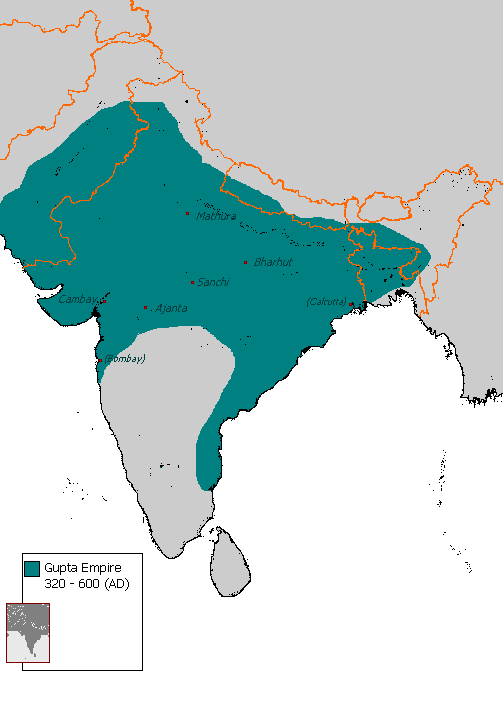
Империя Гуптов в период наибольшего расширения

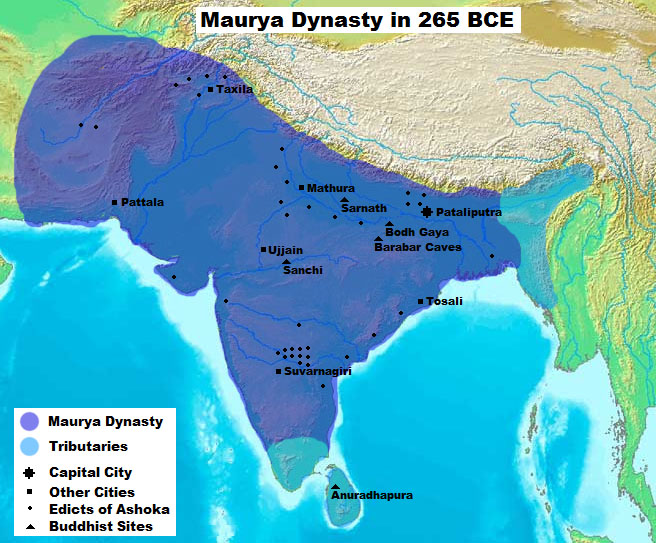
Империя Маурьев в период наибольшего расширения

На протяжении истории Индия объединялась многими императорами. Древние тексты упоминают Индию при императоре Бхарата и Аханд Бхарат, эти регионы примерно соответствуют форме субъектов современной Большей Индии. Империя Маурьев была первой, которая объединила всю Индию, Южную Азию, и большую часть Персии. Кроме того, большая часть Индии также была объединена под центральным управлением таких империй, как империя Гуптов, Раштракута, Пала, империя Великих Моголов, Индийская империя и так далее.

### Концепция пан-южноазиатского движения
Концепция индийской государственности базируется не только на территориальных границах своего суверенитета. Националистические настроения и выражения охватывают древнюю историю Индии как родину цивилизации долины Инда и ведийской цивилизации, а также четыре основные мировые религии — индуизм, буддизм, джайнизм и сикхизм. Индийские националисты видят Индию протянувшейся вдоль этих линий через Индийский субконтинент.

### Эпохи войны и вторжения

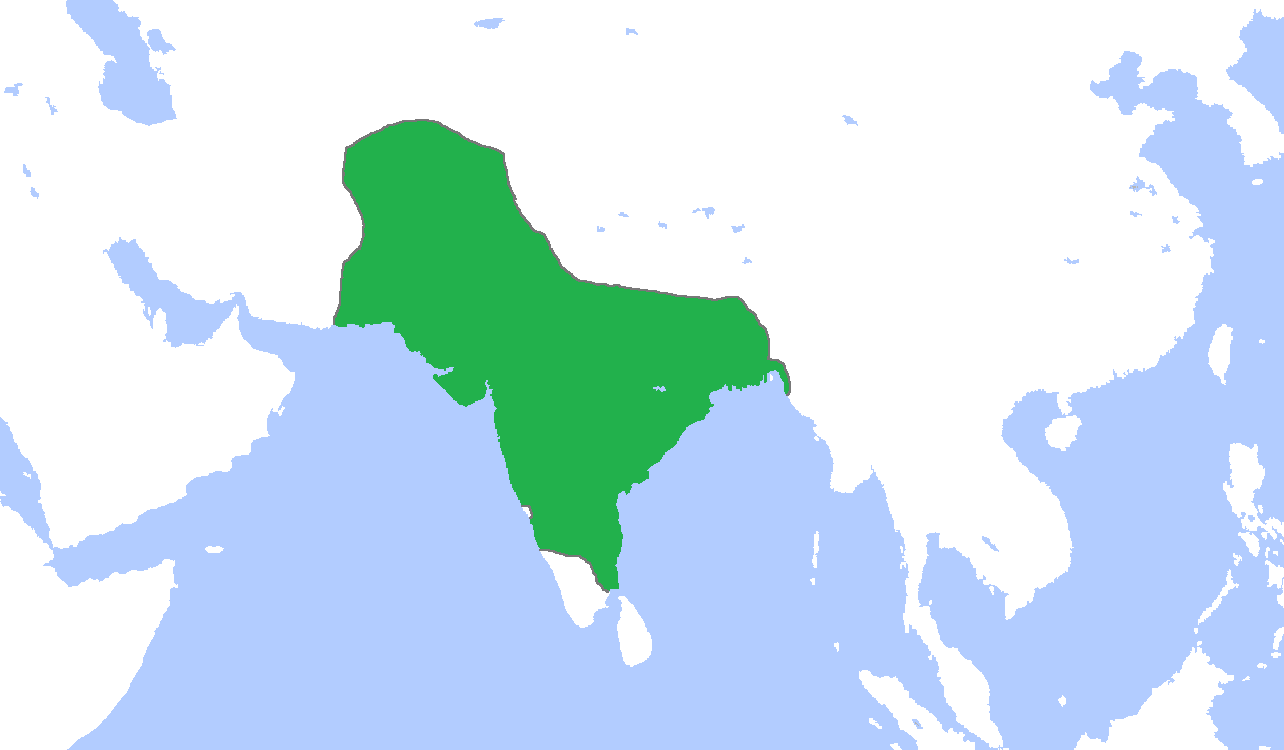
Империя Великих Моголов в момент расцвета в конце XVII — начале XVIII веков

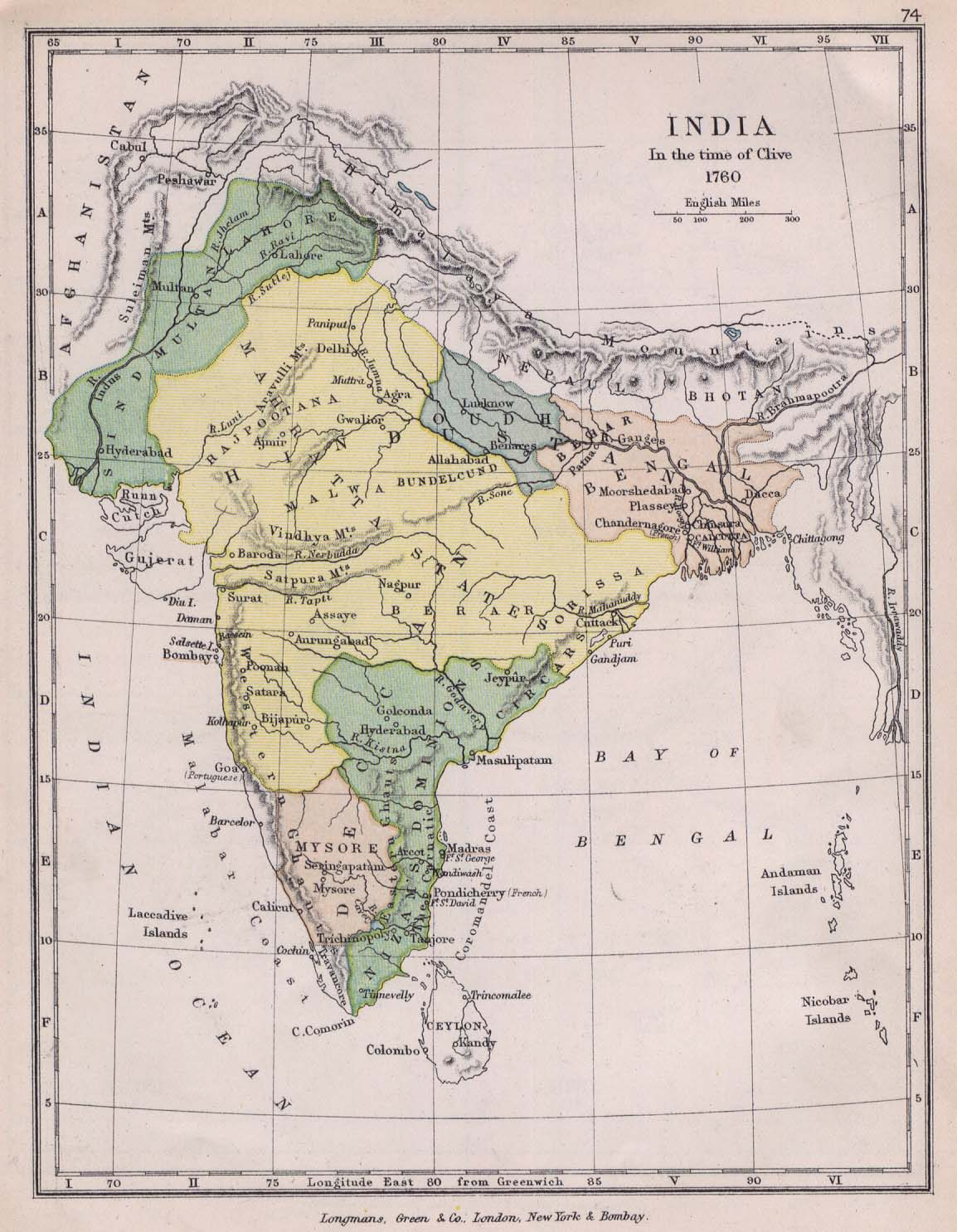
Размер Империи маратхов (жёлтый) без вассалов.

В современной Индия прославляют целый ряд правителей за борьбу с иностранным вторжением и господством, таких как Шиваджи из Империи маратхов, княгиня Лакшми Баи из Джханси, королева Киттур Ченнамма, князь Махарана Пратап из Раджпутаны, Притхвирадж Чаухан и Типу Султан. Короли Древней Индии, такие как Чандрагупта Маурья и Ашока из империи Магадха, также известны своим военным гением, заметными завоеваниями и замечательной религиозной терпимостью.
Акбар I Великий, падишах Империи Великих Моголов, был известен своими хорошими отношениями с Римско-католической церковью, а также со своими подданными — немусульманами: индуистами, буддистами, сикхами и джайнами. Он наладил семейные и политические связи с индуистскими королями раджпутов. Хотя предыдущие султаны были более или менее терпимы, Акбар поднял религиозное смешение на новый уровень. Он впервые в исламской Индии создал среду полной свободы вероисповедания. Акбар отменил большинство форм религиозной дискриминации и пригласил к участию индуистских министров и королей и даже религиоведов для диспутов при своём дворе.

## Национализм колониальной эпохи

Флаг Индии, принятый Конгрессом в 1931 году, использовался Временным правительством Свободной Индии во время Второй мировой войны.

Укрепление Британской Ост-Индской компании на Индийском субконтиненте в XVIII веке привело к социально-экономическим изменениям, которые неуклонно разрушали доколониальные социально-религиозные институты и барьеры, приведя к появлению индийского среднего класса. Растущая экономическая и финансовая мощь индийского национального капитала, а также профессионального класса приводила их к всё большему конфликту с британскими властями. Растущее политическое сознание коренной индийской социальной элиты (включая юристов, врачей, выпускников университетов, государственных служащих и аналогичные группы) породило индийскую идентичность и подпитывало растущие националистические настроения в Индии в последние десятилетия XIX века. Создание в 1885 году Индийского национального конгресса политическим реформатором А. О. Юмом интенсифицировал процесс, предоставив важную платформу, с которой можно было выдвигать требования политической либерализации, большей автономии и социальных реформ. Лидеры Конгресса выступали за диалог и дебаты с администрацией Раджа для достижения своих политических целей. От этих умеренных (или лоялистов), которые не поддерживали насилие, отличалось националистическое движение, которое было особенно сильным, радикальным и жестоким в Бенгалии и Пенджабе. Заметные, но меньшие движения также появились в Махараштре, Мадрасе и других областях на юге.

### Свадеши
Спорный раздел Бенгалии в 1905 году усилил растущие беспорядки, стимулировал радикальные националистические настроения и стал движущей силой индийских революционеров.

### Эпоха Ганди
Мохандас Ганди был пионером тактики Сатьяграха, олицетворением которой является строгое соблюдение ахимсы (ненасилия) и гражданского неповиновения. Это позволяло обычным людям вовлекать британцев в революцию, не прибегая к насилию или другим отвратительным средствам. Столь же строгая приверженность Ганди демократии, религиозному и этническому равенству и братству, а также активистское неприятие кастовой дискриминации и неприкасаемости впервые в истории Индии объединили людей, принадлежащих к этим демографическим группам. Массы впервые участвовали в борьбе за независимость Индии, и к 1930-м годам членский состав Конгресса превысил десятки миллионов. Кроме того, победы Ганди в Чампаране и Кхеда Сатьяграха в 1918—1919 годах вселили в подрастающее молодое поколение индийских националистов уверенность в том, что Индия может получить независимость от британского правления. Национальные лидеры, такие как Сардар Патель, Джавахарлал Неру, Маулана Азад, Чакраварти Раджагопалачария, Мохандас Ганди, Раджендра Прасад и Бадшах Хан, объединили индийцев разных поколений из разных регионов и демографических групп, обеспечив тем самым прочную основу для движения за независимость.

## Взгляды на раздел Индии
Индийские националисты во главе с Мохандасом Карамчандом Ганди и Джавахарлалом Неру хотели превратить Британскую Индию, а также 562 феодальных государства под британским господством в единое светское демократическое государство. Всеиндийская мусульманская конференция Азад, представлявшая мусульман-националистов, собралась в Дели в апреле 1940 года, чтобы заявить о своей поддержке независимой и единой Индии. Однако британские власти предпочли иметь дело с Джинна, Мухаммад Али, который выступал за сепаратизм, как с единственным представителем индийских мусульман. На это с тревогой смотрели многие индийские националисты, считавшие идеологию Джинны разрушительной и для страны и для движения за независимость.
В интервью британскому журналисту Леонарду Мосли Неру сказал, что он и его коллеги-конгрессмены «устали» в ходе многолетней борьбы за независимость, поэтому не были готовы затягивать вопрос раздела с Индией, потратив много лет на переговоры с Мусульманской лигой Джинны, и что, в любом случае, они «ожидали что раздел будет временным, и Пакистан вернётся к нам». Ганди также думал, что вскоре Индия воссоединится. Всеиндийский комитет Конгресса, центральный орган ИНК, в своей резолюции от 14 июня 1947 года, открыто заявил, что «география, горы и моря сформировали Индию такой, какая она есть, и никакая человеческая сила не может изменить эту форму или стать препятствием для ее окончательной судьбы. … когда нынешние страсти утихнут, проблемы Индии будут рассматриваться с их правильной точки зрения, а ложная доктрина двух наций будет дискредитирована и отвергнута всеми». В. П. Менон, советник по конституционным вопросам и уполномоченный по политическим реформам вице-короля Индии (1942—1947), сыгравший важную роль в передаче власти в 1947 году, цитирует другого крупного политика ИНК, Абул Калама Азада, который сказал, что «разделение происходит только на карте страны, а не в сердцах людей, и я уверен, что раздел будет недолговечным». Ачарья Крипалани, президент ИНК в 1947 году, заявил, что превращение Индии в «сильное, счастливое, демократическое и социалистическое государство» позволит ей «вернуть уходящих детей себе на колени … ибо свобода, которой мы достигли, не может быть полной без единства Индии». Еще один лидер ИНК, Сароджини Найду, сказала, что раздел Индии «всего лишь временное географическое разделение. В сердце Индии нет духа разделения».
Давая более общую оценку, специалист по индийской политике Пол Брасс писал, что «многие выступавшие в Учредительном собрании выразили уверенность в том, что единство Индии в конечном итоге будет восстановлено».

## Национализм и политика

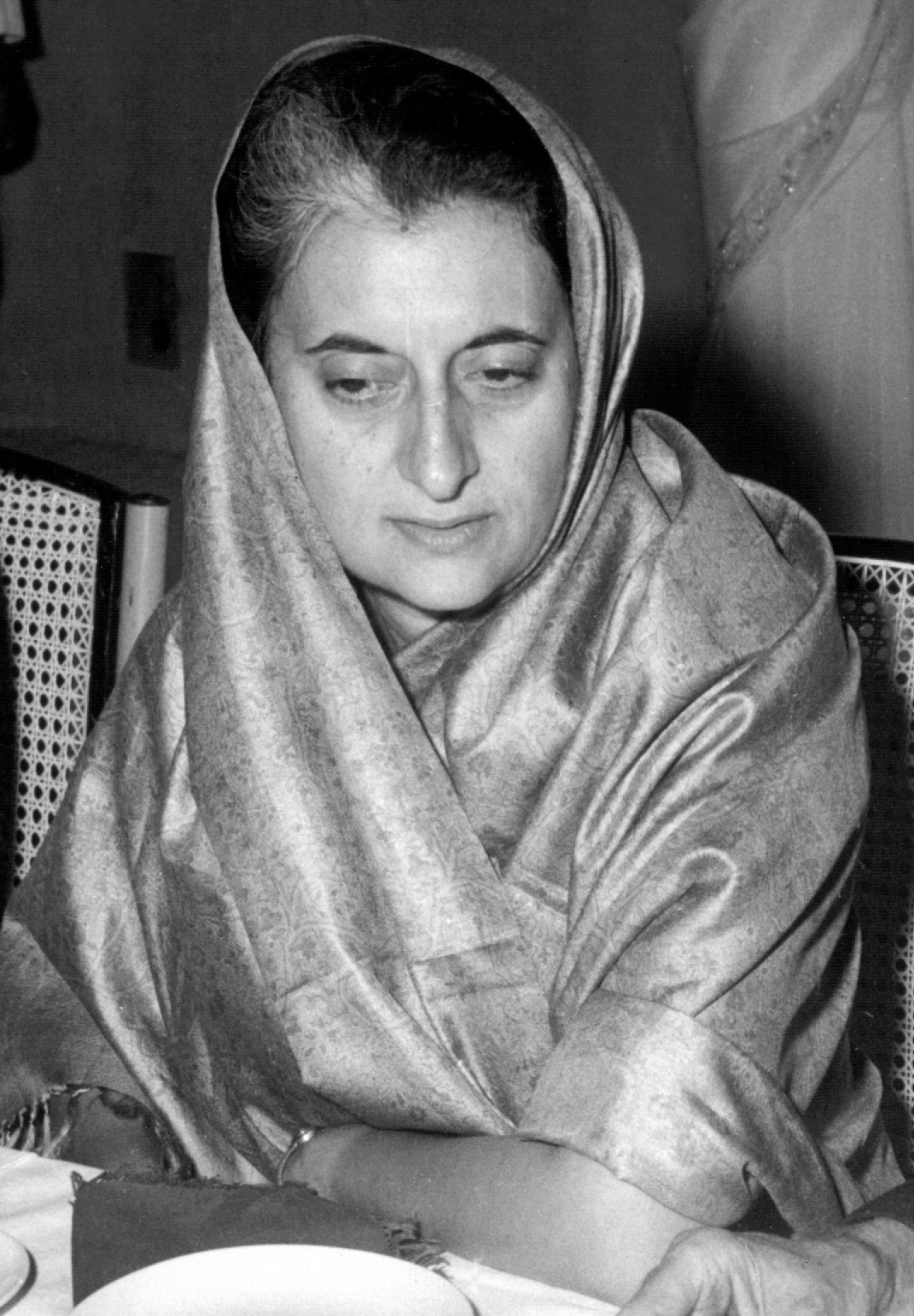
Премьер-министр Индира Ганди привела Индию к победе над Пакистаном в 1971 году, в том же году ввела президентское правление в Пенджабе, спровоцировав появление Халистана, сделала страну ядерной державой в 1974 году, ввела чрезвычайное положение в 1975 году, и наконец, провела операцию «Голубая звезда» — спорная смесь национализма и жёсткой политики.

Политическая идентичность Индийского национального конгресса, крупнейшей политической партии Индии, которая контролировала правительство более 45 лет, и победы на выборах тесно связаны с Махатмой Ганди и Джавахарлалом Неру, а также с семьей Неру — Ганди, которая контролировала Конгресс с момента обретения независимости, и во многом объясняются ролью флагмана Движения за независимость Индии. ИНК и сегодня активно напоминает о своём прошлом, считая себя стражем независимости, демократии и единства Индии.
Мусульмане долгое время голосовали за ИНК, поскольку партия защищала интересы мусульманского сообщества, например, запретив «Сатанинские стихи» Салмана Рушди и разрешив неконституционную практику таляка. В последнее время мусульмане начали отказываться от ИНК в пользу других партий, таких как Партия простого человека (AAP) и Всеиндийский совет единства мусульман (AIMIM). Главный оппонент ИНК, Бхаратия джаната парти, продвигает более агрессивное националистическое течение, хиндутва, стремясь сохранить и распространить культуру индусов, составляющих большинство населения. Впрочем, это не мешает националистам из БДП привлекать на свою сторону религиозные меньшинства, в том числе и мусульман.
Среди религиозных националистических партий есть, в частности, Широмани Акали Дал, которая тесно связана с созданием государства сикхского большинство в Пенджабе и включает в себя многих религиозных лидеров сикхов. Действующая в Махараштре партия Шив Сена использует наследие независимого государства маратхов под руководством Шиваджи, чтобы заручиться поддержкой сторонников хиндутва. Народный совет Ассама является скорее регионалистской партией, возникшей в ходе борьбы против иммиграции из Бангладеш. В Тамилнаде действует несколько региональных националистических партий: Дравида Муннетра Кажагам (DMK), АИАДМК (AIADMK), Паттали Маккал Катчи (PMK) и Марумаларчи Дравида Муннетра Кажагам (MDMK). Сохранение в Индии деления на касты и связанная с этим дискриминация привели к созданию Бахуджан самадж парти и партии Лалу Прасада Ядава, которые опираются на поддержку бедных низших каст и далитов-индуистов в северных и наиболее густонаселённых штатах Индии, таких как Уттар-Прадеш и Бихар. Почти в каждом индийском штате есть хотя бы одна региональная партия, отстаивающая интересы коренных жителей этого штата.